# بادما خانا
بادما خانا هي راقصة ومخرجة وممثلة هندية، ولدت في 10 مارس 1949 في الهند.

## وصلات خارجية
- بادما خانا على موقع IMDb (الإنجليزية)
- بادما خانا على موقع ألو سيني (الفرنسية)
- بادما خانا على موقع أول موفي (الإنجليزية)
- بادما خانا على موقع كينوبويسك (الروسية)